# Distretto di Lucerna Campagna
Il distretto di Lucerna Campagna (Wahlkreis Luzern-Land) è un distretto del Canton Lucerna, in Svizzera. Confina con i distretti di Entlebuch a ovest, di Sursee a nord-ovest, di Hochdorf a nord, di Lucerna Città a sud, con il Canton Argovia (distretto di Muri) a nord, con il Canton Zugo a nord-est, con il Canton Svitto (distretti di Küssnacht, di Svitto e di Gersau) a est e con il Canton Nidvaldo e il Canton Obvaldo a sud. Comprende una parte del lago dei Quattro Cantoni e del lago di Zugo.
È stato istituito il 1º gennaio 2013 in luogo del soppresso distretto di Lucerna tranne la città di Lucerna, che ha costituito il nuovo distretto di Lucerna Città.

## Comuni
Amministrativamente è diviso in 17 comuni:
- Adligenswil
- Buchrain
- Dierikon
- Ebikon
- Gisikon
- Greppen
- Honau
- Horw
- Kriens
- Malters
- Meggen
- Meierskappel
- Root
- Schwarzenberg
- Udligenswil
- Vitznau
- Weggis